# デリンハ市
デリンハ市（デリンハ-し、モンゴル語：ᠳᠡᠯᠡᠬᠡᠢ ） は中華人民共和国青海省海西モンゴル族チベット族自治州に位置する県級市。海西モンゴル族チベット族自治州人民政府の所在地である。
市名のデリンハ（=デレヘイ、Delhei）とはモンゴル語で「世界」ᠳᠡᠯᠡᠬᠡᠢ を表す。
主な少数民族はモンゴル族。その他チベット族・回族・サラール族・漢族等。

## 行政区画
- 街道:河西街道、河東街道、火車站街道
- 鎮:尕海鎮、懐頭他拉鎮、柯魯柯鎮
- 郷:蓄集郷

## 観光
- 海子詩歌陳列館
- グーシ・ハーンの彫像
- 柏樹山
- 黒石山貯水池
- ミステリーサークル「宇宙人遺跡」（德令哈外星人遗址）：[1]
- 懐頭他拉の岩絵
- 可魯克湖・托素湖自然保護区（可鲁克湖-托素湖自然保护区）：可魯克湖・托素湖の景勝地

## 交通

### 鉄道
- 中国国家鉄路集団
  - 青蔵鉄道
    - 陶力駅（中国語版） - デリンハ駅 - 連湖駅（中国語版） - 欧龍山駅（中国語版）

### 道路
- 国道
  - G315国道
  - G347国道（中国語版）

## その他
晴天率が高く、乾燥した気候で天文観測に適した立地条件のため、1990年に完成した直径13.7mのミリ波電波望遠鏡が運用される。